# Run Baby Run (Oceana)
Run Baby Run è un singolo della cantante tedesca Oceana, pubblicato e uscito in rotazione musicale il 25 agosto 2010. Il brano è parte della colonna sonora del film Jerry Cotton uscito nello stesso anno e diretto da Philipp Stennert e Cyrill Boss.

## Tracce
1. Run Baby Run (Turntablerocker Remix) – 3:37
2. Run Baby Run – 3:40
3. Run Baby Run (Turntablerocker Club Mix) – 6:42